# Aleksander Sergejevič Kudašev
Knez Aleksander Sergejevič Kudašev [aleksánder sergéjevič kudášev] (rusko Александр Сергеевич Кудашев), ruski železničarski inženir in pionir letalstva, * 28. januar 1872, † 1917.
Kudašev je bil izredni profesor na katedri stabilnosti konstrukcij na Politehniškem inštitutu v Kijevu. Februarja 1910 je z letalcem Jefimovom v Nici opravil več poletov. 5. junija (23. maja, ruski koledar) 1910 je prvi v Ruskem imperiju na Sireckem hipodromu v Kijevu poletel nekaj deset metrov z dvokrilnim letalom lastne konstrukcije Kudašev-1. Uradno poleta niso zabeležili, saj ga je opravil brez napovedi. Letalo je imelo motor Anzani s 35 KM.
Do leta 1911 je kasneje izdelal še letala Kudašev-2, -3 in -4. Njegova štiri letala so imela zadovoljivo konstrukcijo. Imela so motorje s 25 do 50 KM. Repliko letala Kudašev-3, ki so jo izdelali študenti Državne tehniške univerze v Komsomolsku na Amurju, so prikazali na MAKS leta 1997 v Moskvi.
Letali Kudašev-3 in -4 sta bili enokrilni in sta imeli veliko novosti. Vendar sta se zaradi premajhne moči motorjev in preslabe stabilnosti uničili, tako da nista zadovoljili načrtov vodstva Rusko-baltske tovarne vagonov v Rigi, kjer so najeli Kudaševa za izdelavo letal.
Kudašev je sodeloval pri konstrukciji in izdelavi prvih letal Sikorskega.